# سيسيل سميث
سيسيل سميث (بالإنجليزية: Cecil Smith)‏ (و. 1927 – 1988 م) هو سياسي، من كندا، توفي عن عمر يناهز 61 عاماً.

## مناصب
تولى منصب عضو مجلس العموم الكندي.